# دانشگاه آزاد اسلامی واحد شاهرود
دانشگاه آزاد اسلامی واحد شاهرود در سال ۱۳۶۱ همزمان با تأسیس ۱۴ واحد نخستین دانشگاه آزاد با پذیرش ۶۰ دانشجو در سه رشته برق، مکانیک و ریاضی (در مقاطع کاردانی) در شهر شاهرود در استان سمنان ایران تأسیس شد.!
در سال ۱۳۶۹ علاوه بر افزایش رشته‌های تحصیلی، تعداد دانشجویان، اعضای هیئت علمی و فضاهای مورد نیاز آموزشی، و اداری افزایش یافت. پس از آن به تدریج بخش‌های مختلف همچون کتابخانه‌ها، آزمایشگاه‌ها، کارگاه‌ها، فضاهای ورزشی، سلف سرویس و فضاهای آموزشی احداث و گسترش یافت.
هم اکنون این دانشگاه با بیش از ۲۸۰ نفر عضو هیئت علمی و ۱۷۸ رشته تحصیلی در مقاطع کاردانی، کارشناسی، کارشناسی ارشد و دکتری تخصصی (PhD)و بیش از 12000 دانشجو یکی از دانشگاه‌های فعال منطقه است.